# Luigi Urbini
Luigi Urbini anche Pier Luigi Urbini, Pierluigi Urbini e Piero Urbini (Roma, 1928 – Roma, 10 febbraio 2003) è stato un direttore d'orchestra italiano.

## Biografia
Luigi Urbini è noto per essere il più attivo direttore d'orchestra italiano tra gli anni 1950 e 1960 Dopo Franco Ferrara e Carlo Savina, ha studiato presso l'Accademia di Santa Cecilia. Il suo inizio è stato come  solista per violino, debuttando come regista al Teatro Massimo di Palermo. Nel 1957 ha incominciato il suo lavoro presso gli studi cinematografici italiani. Nel 1961 ha diretto la prima colonna sonora di Ennio Morricone.

## Filmografia
- La nonna Sabella, regia di Dino Risi (1957)
- Serenata a Maria, regia di Luigi Capuano (1957)
- Primo applauso, regia di Pino Mercanti (1957)
- Onore e sangue, regia di Luigi Capuano (1957)
- La morte viene dallo spazio, regia di Paolo Heusch (1958)
- Agi Murad, il diavolo bianco, regia di Riccardo Freda (1959)
- Il mondo dei miracoli, regia di Luigi Capuano (1959)
- Noi siamo due evasi, regia di Giorgio Simonelli (1959)
- Esterina, regia di Carlo Lizzani (1959)
- La nipote Sabella, regia di Giorgio Bianchi (1959)
- Un maledetto imbroglio, regia di Pietro Germi (1959)
- La battaglia di Maratona, regia di Jacques Tourneur, Mario Bava (1959)
- La Pica sul Pacifico, regia di Roberto Bianchi Montero (1959)
- Le signore, regia di Turi Vasile (1960)
- L'amante del vampiro, regia di Renato Polselli (1960)
- Letto a tre piazze, regia di Steno (1960)
- La maschera del demonio, regia di Mario Bava (1960)
- La lunga notte del '43, regia di Florestano Vancini (1960)
- La regina delle Amazzoni, regia di Vittorio Sala (1960)
- Le olimpiadi dei mariti, regia di Giorgio Bianchi (1960)
- Un amore a Roma, regia di Dino Risi (1960)
- L'ultima preda del vampiro, regia di Piero Regnoli (1960)
- La vendetta dei barbari, regia di Giuseppe Vari (1960)
- A noi piace freddo...!, regia di Steno (1960)
- Viva l'Italia, regia di Roberto Rossellini (1961)
- L'ultimo dei Vikinghi, regia di Giacomo Gentilomo (1961)
- I tartari, regia di Richard Thorpe e Ferdinando Baldi (1961)
- Il federale, regia di Luciano Salce (1961)
- Un giorno da leoni, regia di Nanni Loy (1961)
- Nefertite, regina del Nilo, regia di Fernando Cerchio (1961)
- Vanina Vanini, regia di Roberto Rossellini (1961)
- Orazi e Curiazi, regia di Ferdinando Baldi e Terence Young (1961)
- L'oro di Roma, regia di Carlo Lizzani (1961)
- Gli invasori, regia di Mario Bava (1961)
- Divorzio all'italiana, regia di Pietro Germi (1961)
- Pastasciutta nel deserto, regia di Carlo Ludovico Bragaglia (1961)
- Cacciatori di dote, regia di Mario Amendola (1961)
- Benito Mussolini, regia di Pasquale Prunas (1962)
- Ponzio Pilato, regia di Gian Paolo Callegari e Irving Rapper (1962)
- I giorni contati, regia di Elio Petri (1962)
- Il figlio di Spartacus, regia di Sergio Corbucci (1962)
- Psycosissimo, regia di Steno (1962)
- Odio mortale, regia di Franco Montemurro (1962)
- La cuccagna, regia di Luciano Salce (1962)
- I tromboni di Fra' Diavolo, regia di Giorgio Simonelli (1962)
- I normanni, regia di Giuseppe Vari (1962)
- Mafioso, regia di Alberto Lattuada (1962)
- La leggenda di Enea, regia di Giorgio Venturini (1962)
- Le quattro giornate di Napoli, regia di Nanni Loy (1962)
- Violenza segreta, regia di Giorgio Moser (1963)
- Le mani sulla città, regia di Francesco Rosi (1963)
- Taur, il re della forza bruta, regia di Antonio Leonviola (1963)
- Adultero lui, adultera lei, regia di Raffaello Matarazzo (1963)
- Le gladiatrici, regia di Antonio Leonviola (1963)
- I compagni, regia di Mario Monicelli (1963)
- I fuorilegge del matrimonio, regia di Valentino Orsini e Paolo e Vittorio Taviani (1963)
- Sedotta e abbandonata, regia di Pietro Germi (1964)
- La calda vita, regia di Florestano Vancini (1964)
- Il mostro dell'Opera, regia di Renato Polselli (1964)
- Il dominatore del deserto, regia di Tanio Boccia (1964)
- Amori pericolosi, regia di Alfredo Giannetti, Carlo Lizzani e Giulio Questi (1964)
- Una moglie americana, regia di Gian Luigi Polidoro (1965)
- Falstaff, regia di Orson Welles (1965)
- Signore & signori, regia di Pietro Germi (1966)
- Uomini contro, regia di Francesco Rosi (1970)